# トヨタ・マークII
マークII（マークツー、MARK II）は、トヨタ自動車が1968年（昭和43年）から2004年（平成16年）まで製造・販売していた高級乗用車（Dセグメント）である。

## 概要
クラウンとコロナの中間に位置する車種として登場した。4代目まではコロナマークIIが正式名称。モデルチェンジごとに大型化と高級化が進み、1980年代後半には姉妹車のチェイサー、クレスタとともに「マークII3兄弟」を形成し、当時のハイソカーブームの中心的存在として高い人気を集めた。また信頼性や耐久性の高さから、タクシー、ハイヤー、教習車、社用車、パトロールカーといった業務用車両や特殊車両としても使用された。
手頃なボディサイズでFRレイアウト、かつ車格相応のパワーも備える（特に4代目以降）パッケージングと流通量の多さからチューニングカー、とりわけドリ車のベースとして人気がある。

## 初代 T60/70型（1968年 - 1974年）
1960年代後半の急激な自家用車需要の高まりによるユーザーの増加を受け、T40系コロナを発展させた新しい車種として登場した。当初はコロナのフルモデルチェンジとして企画されていた。従来のコロナはマイナーチェンジとグレードの整理が行われ、「ゴールデンシリーズ」として設定されていた1,600cc車と2ドアのハードトップ、ピックアップトラックがマークIIシリーズに移行した。車両型式もコロナを踏襲しており、T60系（セダン）、T70系（ハードトップ）となる。一方で、フォーマルなクラウンやコロナとの競合を意識的に避けるため、レジャー用、遊び用のセグメントにポジションを設定した。
エンジンは水冷直列4気筒SOHCの7R型(1,600cc)、および8R型(1,900cc)。シングルキャブレター仕様と共に、SUツインキャブレター仕様が「SL」として、セダン・ハードトップ両方に設定されている。主に1,600ccモデルは従来のコロナの価格帯に近いファミリーカーとして、ハードトップにパワーウィンドウなどを備えた1,900ccモデルはクラウンに次ぐ高級車（ハイオーナーカー）として訴求された。なお、1,900ccモデルと同クラスの車種として、同年4月に日産・ローレルが先行して登場している。
発売初期のテレビCMには高島忠夫と寿美花代が出演し、岩谷時子作詞、山本直純作曲のCMソング「すてきなパパ、きれいなママ」を越路吹雪が歌唱した。
なお、ピックアップのみ他が2代目に移行後の1974年8月まで生産・販売された。本車種に設定された最初で最後のトラックモデルでもあった。
- 1968年9月21日 - 発売。
- 1969年9月 - ハードトップに高性能仕様の「GSS」が追加される。エンジンは8R・1,900ccをベースにDOHC化した「10R」（後に8R-Gに呼称変更）で最高出力140PS、最高速度200km/h。トヨタ・1600GTの後継車種でもあった。
- 1970年2月 - マイナーチェンジ。フェイスリフトを実施。1.6Lを1.7Lに増強。
- 1971年2月 - マイナーチェンジ。フロントマスクは、その形状から「イーグルマスク」と呼ばれた。セダンとハードトップの後部のナンバープレートをバンパーの下に移設。

初代の販売終了前月までの新車登録台数は累計43万334台。

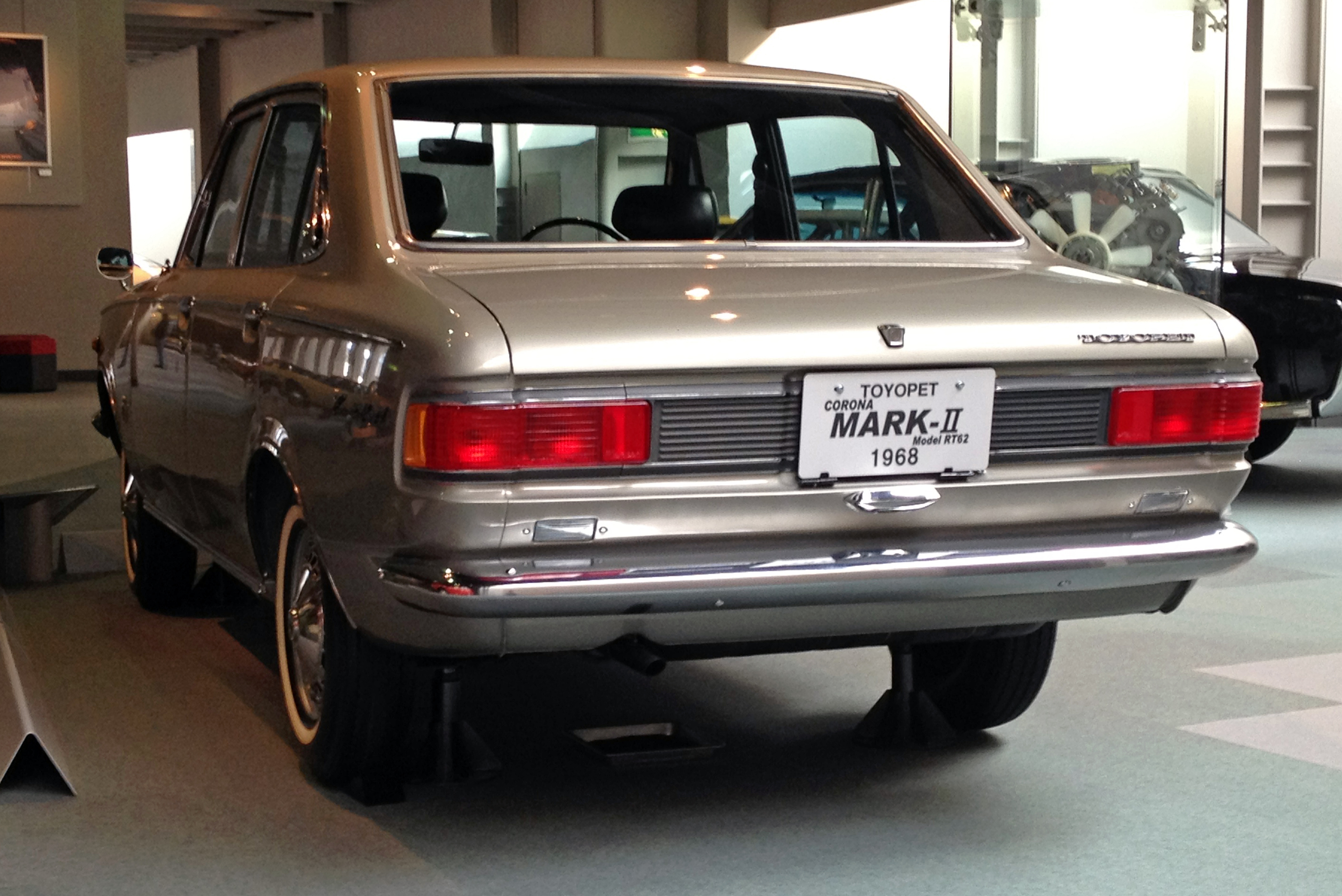
セダン（初期型後面）
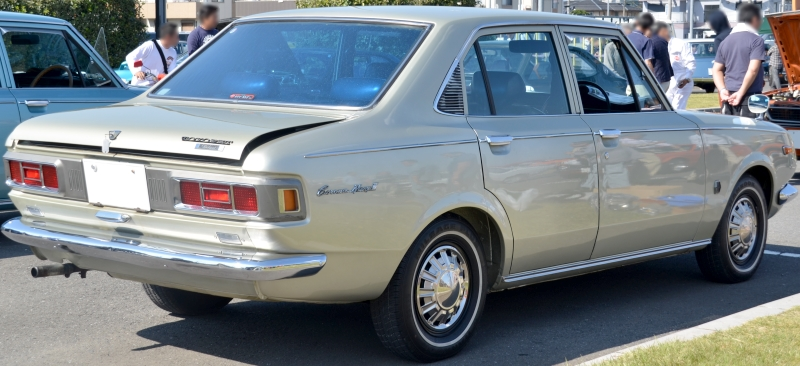
セダン（中期型後面）
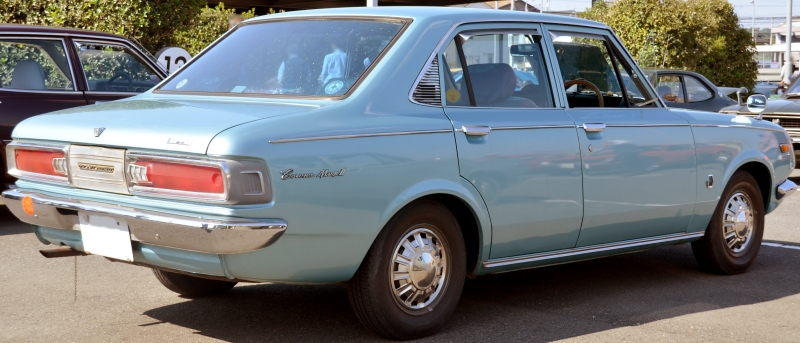
セダン（後期型後面）
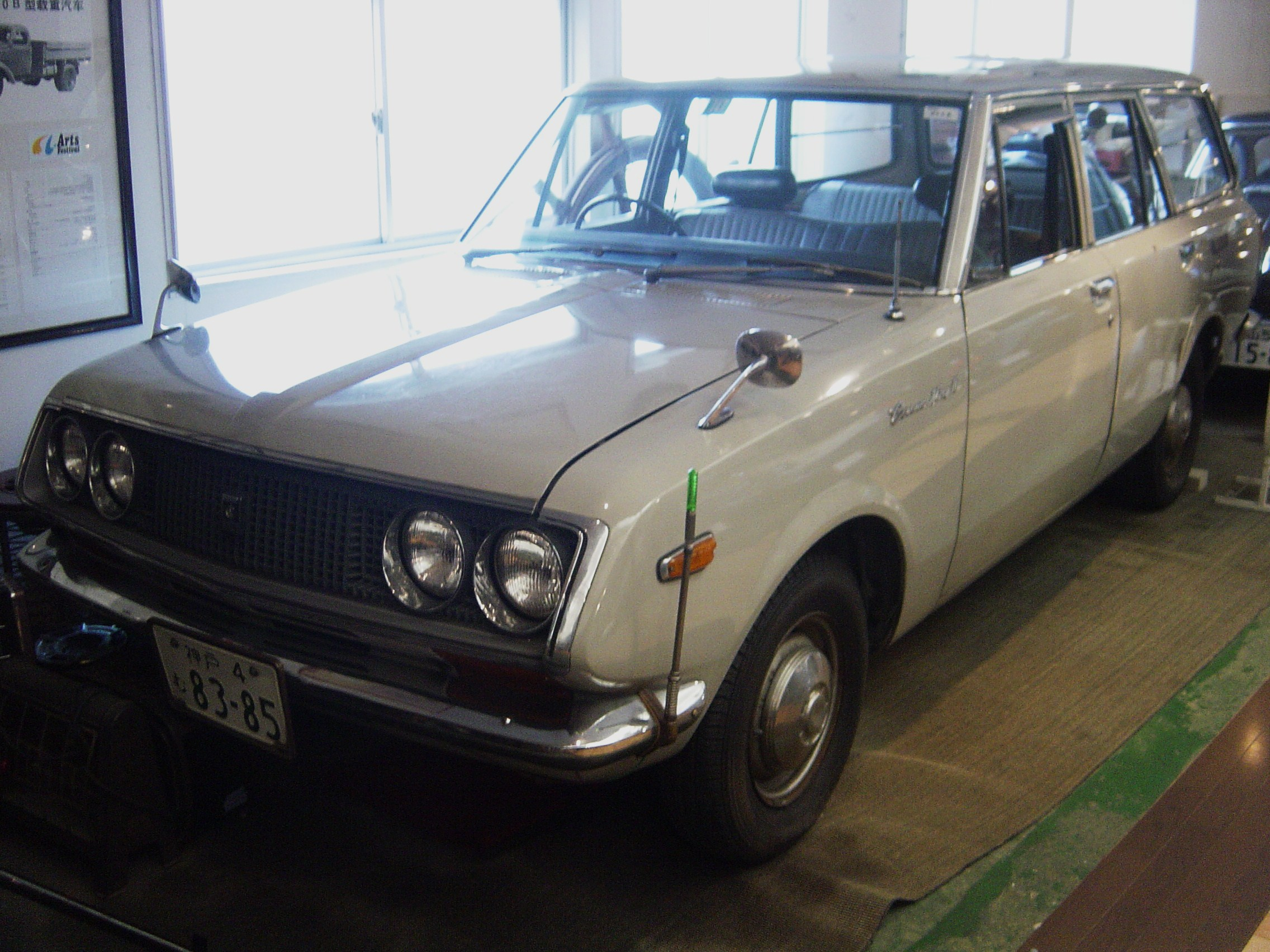
バン（初期型）

## 2代目 X10/20型（1972年 - 1976年）
2代目はX10型（セダン・ワゴン・バン）・X20型（2ドアハードトップ）で、車両コードが"X"となる（マークXにも踏襲）。ボディは大型化された。スカイラインGTへ対抗すべく、スカイラインGTのアドバンテージであった6気筒に対抗し、クラウンから移植のM型6気筒エンジンを搭載したモデル「Lシリーズ」が登場。エンジンは4気筒1700（6R）/4気筒2000（18R）/6気筒2000（M）。HTには18R-G型DOHCのGSSが設定される。この代から“コロナ”が外され「トヨタマークII」と表記されるようになったが、カタログにはコロナの名前が残っていた。販売台数は増加したが、初代に引き続き、レジャー用、遊び用のセグメントにポジションを設定したことが仇となり、小型上級車市場の拡大について行けずシェアは下降傾向をたどった。（トヨタの製品開発 P.24)
- 1972年1月 - フルモデルチェンジ。
- 1972年5月 - Lにツインキャブ仕様（125馬力）と2000GSL-EFI（電子制御燃料噴射）を追加。
- 1973年8月 - マイナーチェンジでフェイスリフトされ中期型へ。6気筒エンジンのLにもEFIエンジン搭載のLGを追加、既存のLのツインキャブ仕様はLXに改称。また6気筒Lシリーズに廉価版のLAと5速MTを装備したワゴンLを追加。1,700cc車はエンジン拡大で1,800ccの16R型に変更。
- 1974年8月 - 排ガス対策準備に備えてフロントノーズを55mm延長するマイナーチェンジで後期型へ。
- 1974年12月 - 1,800ccにSTD（セダン）とGL（セダン/ハードトップ）追加。
- 1975年10月 - TTC-Cによる50年排ガス規制適合、乗用車の4気筒エンジン車は全車18R型・2,000ccに統一。同時にDOHC・ツインキャブエンジン搭載のGSSは廃止、6気筒ツインキャブのLXはEFI化される。
- 1976年6月 - 4気筒2000は18R-U型で昭和51年排ガス規制適合。型式はセダン、ハードトップ共にC-RX15型。
- 『ウルトラマンA』に前期型の2ドアハードトップ・2000GSSが「タックパンサー」として登場した。
- 2代目の販売終了前月までの新車登録台数の累計は57万8970台[4]。

## 3代目 X30/40型（1976年 - 1980年）
2代目の販売苦戦を踏まえ、小型上級車市場の幅広い顧客に対応することを基本方針とした。開発コンセプトは「堅気になろう三代目」。デザインは当時のアメリカ車の「ヨーロッパ調セミクラシック」に影響を受けており、単眼2灯式のシンプルなマスクから「ブタ目」の通称を持つ。先代まではボディタイプによって車両型式が異なったが、排出ガス規制に伴い適合した規制内容によって型式が振られるようになったため、2/4ドアの違いなどは型式だけでは分からなくなった。衝撃吸収バンパーは後期型のみのメーカーオプション。デビュー時点でのエンジンのバリエーションは6気筒が2600（4M-U）2000（M-U）2000・EFI（M-EU） 4気筒が2000（18R-U）。6気筒も昭和51年排出ガス規制適合となった。ちなみに歴代のマークIIとしては唯一、DOHCエンジンが存在しないモデルとなった。サスペンションは前輪がマクファーソン・ストラット(全車)、グランデ・LGツーリング・GSLが後輪セミトレーリング・アームの4輪独立懸架。他は4リンク（ワゴン、バンは後輪リーフサスペンション）。なお、4輪独立懸架車は4輪ディスクブレーキとされた。また、この代から最上級グレード「グランデ」（Grande）が登場。マークIIとしては初めての3ナンバーとなる2,600ccの4Mを搭載したモデルもある（2600グランデ）。オート店で販売される姉妹車チェイサーが1977年に登場している。また、輸出仕様車であるクレシーダの登場もこの代からである。なお、ハードトップはトヨタ車体、バンとワゴンは関東自動車工業が開発を担当した。
- 1976年12月 - フルモデルチェンジ。
- 1977年4月 - セダン1800を追加。エンジンは3T-UでTTC-Cにより昭和51年排出ガス規制適合。
- 1977年6月 - 6気筒2000・EFIのM-EUが昭和53年排出ガス規制適合となる。ハードトップ1800を追加。
- 1977年11月 - 1800の3T-Uが昭和53年排出ガス規制適合となる。
- 1978年2月 - 2600の4M-UをEFI化して昭和53年排出ガス規制適合（4M-EU）。同時に、2000・2600ともATを従来の3速からオーバードライブ付き4速に変更。
- 1978年8月 - マイナーチェンジ。フロントグリルの形状がセダン/バン/ワゴン（縦桟）とハードトップ（ブロックタイプ）で意匠変更[注釈 2]。前期型ではコンビネーションランプに一体化されていた後退灯が独立・大型化。フロントクリアランスランプもマークIIのマークが入ったデザインに。大型の衝撃吸収バンパーを2.6/2.0L車にオプション化。4速ATをM-EU搭載車にも拡大採用。ブランド名が「トヨペット」から「トヨタ」へと変わったため、トランクリッドのエンブレムも「TOYOPET」から「TOYOTA」となる。
- 1978年9月 - 4気筒2000を従来の 18R-Uから 21R-Uに変更。昭和53年排出ガス規制適合となる。
- 1979年3月 - 6気筒2000・キャブレターのM-Uが昭和53年排出ガス規制適合となる。
- 1979年8月 - 1800にATを追加。
- 1979年9月 - ディーゼルを追加。エンジンは先にクラウンに搭載されていた4気筒2,200ccのL型。マークIIのディーゼルはこれが初。4速ATも選べた。
- 1980年4月 - 一部変更。フロントグリルのエンブレムが丸型→角型へ。特別色のツートーンを設定。

3代目の販売終了前月までの新車登録台数の累計は19万2937台。

## 4代目 X50/60型（1980年 - 1984年）
デザインは直線基調となり、2ドアハードトップは廃止され、日本国内向けにセンターピラーを持つ「4ドアハードトップ」が登場する。エンジンはアルミエンジンで直列6気筒の1G-EUと直列4気筒の21R-Uの2種類があり、5M-EU搭載の2,800ccの「2800グランデ」も登場した。また、スポーツモデルとして、前期型に限り直列4気筒の18R-GEU搭載の「GT」もあった。この代まで「コロナ」の名が残っていたが、車体にCORONAの表記はなく（リアクォーター窓枠に「CORONA MARKII」の表記あり）、ユーザーや新聞広告・CMでも「マークII」のみの名称で呼ばれるようになっていった。この4代目から、販売の主力がセダンからハードトップへ移行になった。モデル末期には黒の可倒式電動ドアミラーが新たに設定された。タクシー、教習車向けのLPG車はクラウンと同じM型LPGが搭載されていたが、1983年以降は1,800ccをベースに（E-SX60-XEMRS、車検証上ではSX60改）、コロナLPG車と同じ2Y型LPGを搭載したモデルも教習車向けに生産・販売された。
この世代からビスタ店および沖縄トヨタ専売の姉妹車クレスタが登場し、チェイサーと合わせて「マークII3兄弟」と呼ばれるようになる。
- 1980年10月 - フルモデルチェンジ。前期の型式は50系。初期型のCMキャラクターは、神山繁、児玉清、若林豪、谷隼人、下條アトムを起用。
- 1981年10月 - 2,000cc直列6気筒ターボ（M-TEU）搭載モデル追加。同時に特別仕様車「セダン/4ドアハードトップ　LＥプライベートエディション」を発売。
- 1982年8月 - マイナーチェンジ。ホイールベースが2,650mmから2,645mmへと5mm短縮され、型式が60系に変更。CMキャラクターに長嶋茂雄を起用。ハードトップの通称は『イーグルマスク』。内外装は大幅に変更。フロントワイパーアームがこれまでのむき出し式からフルコンシールド化され2,000ccツインカム24（1G-GEU、160馬力（グロス値））搭載車の「グランデツインカム24」が登場(当初は5速MTのみの設定)。車種整理が行われ5M-EU搭載の「2800グランデ」は廃止。2,000ccは6気筒エンジン仕様・4輪独立懸架に統一。それに伴い18R-GEU搭載の「GT」廃止。1,800ccは13T-Uから新開発の1S-Uに変更され、ミッションも4速MT、3速ATから5速MT、4速ATになり、2,400ccディーゼルターボ（2L-TE・オートマチック車のみ）も追加。
- 1983年2月 - ツインカム24に4速のECT（電子制御オートマチック）が追加。
- 1983年8月 - 特別仕様車『グランデ・ツインカム24リミテッド』発売。

4代目の生産終了前月までの新車登録台数の累計は42万5218台。

## 5代目 X70型（1984年 - 1997年）
バン、ワゴンを除き1984年 - 1988年
このモデルより正式に車名が「トヨタ・マークII」となり、コロナから独立したモデルとなった（ただし前述の通り、4代目からCM等では単にマークIIと呼ばれていた）。キャッチコピーは「美しき正統」。ボディは先代と同じセダンとワゴン、ハードトップの三種。ハードトップは、F30型日産・レパード、S120系クラウンと同様にクリスタル・ピラーと呼ばれるブラックアウトされたCピラー周りの樹脂処理がスタイリングの特徴。ハードトップが販売の主力で、セダンはタクシーや教習車としてよく使われた。搭載エンジンはディーゼルが2.2LのL型から2.4Lのレーザー2L型へ変更した程度で基本的にX60系（後期）と同じである。ディーゼル、1.8L車はリアサスが4リンクリジッドであった。2.0リッター超の3ナンバー車は設定されなかった。ハードトップの「グランデ（1G-EU型エンジン搭載車）」は1985年度のグッドデザイン賞を受賞している。CM出演者は九代目松本幸四郎。
- 1984年8月 - 登場。
- 1984年11月 - ワゴンをフルモデルチェンジ。エンジンは2.0Lのレーザー1G-II のみ。
- 1985年10月 - チェイサー・クレスタと共に1G-GTEU型を搭載した「GT TWIN turbo」（GTツインターボ）が登場。これは日本初のツインカム・ツインターボエンジンである。この追加によりM-TEU搭載の「グランデ・ターボ」は廃止。トランスミッションには電子制御4速AT（ECT-S）と5速マニュアルが用意された。セダンモデルには「GTツインターボ」は設定されなかった。同時に小変更が行われ、電動格納式ドアミラーが上級モデルに標準装備されると共にグランデ以下の全てのグレードにもフロント合わせガラスが採用される。
- 1986年8月 - マイナーチェンジで内外装を変更。1G-GEUエンジンの改良、サスのチューニングの見直し、インパネ右側吹出し口の形状変更、スイッチ類の見直し、リアヘッドレストの改良等を行う。セダンにも一部を除きフォグランプが標準装備された。タクシー仕様のLPGエンジンを1.8L 2Y-PU型から2.0L 3Y-PU型に換装。
- 1988年8月 - ハードトップ、セダン生産・販売終了。これに伴いワゴン（GX70G）・バン（YX76V、LX76V）はマイナーチェンジを行い、フェイスリフトおよびエンジンを1G-FE（ワゴン）に変更し、インテリアカラーを変更。ボンネット・フロントフェンダー・バンパーを北米仕様と同様のパネルに変更、ロングノーズとなる。またバンのディーゼルエンジン車は昭和63年排ガス規制に適合(S-LX76V)。
- 1990年9月 - 上級グレードにLGグランデエディション追加。
- 1993年2月 - 一部変更でワゴンはルーフレール・マッドガードが装着され、バンは自動車NOx法に適合させるため、2Y-J型1.8Lから3Y-E型4気筒2.0Lに変更した(T-YX78V)。またテールゲートにトヨタマークが装着された。
- 1994年2月 - バンのディーゼルエンジン車が生産終了。
- 1995年8月 - バンが平成6年排ガス規制に適合(GA-YX78V)。
- 1996年8月 - X90系マークIIセダンの一部改良に伴って全車種に運転席エアバッグが標準で装着され（オプションでエアバッグレスハンドル仕様もあり）、それまで使用されていたマークIIのロゴが入ったX70型ハードトップ仕様のハンドルからエアバッグ付きハンドルがX90型ハードトップと共通の物に、オプションのエアバッグレスハンドルはトヨタロゴが入った丸みを帯びた仕様に変更された。
- 1997年3月[10][11] - バン・ワゴンの生産終了。在庫対応分のみの販売となる。
- 1997年4月 - ワゴン・バン販売終了（ワゴンはマークIIクオリスにモデルチェンジ。バンはカルディナバンに統合）。5代目の販売終了前月までの新車登録台数の累計は64万5594台[12]。

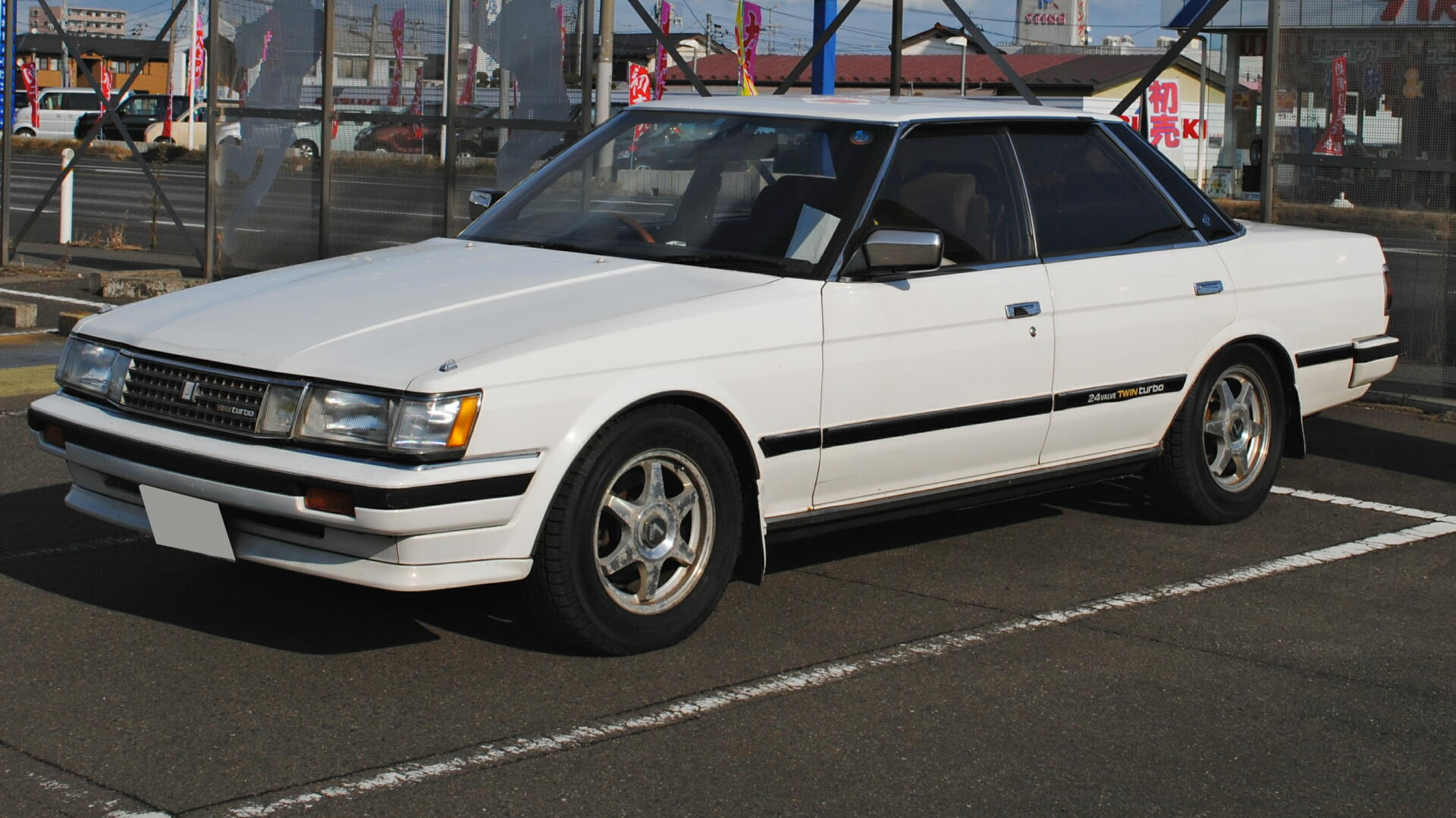
ハードトップ（1986年改良型）
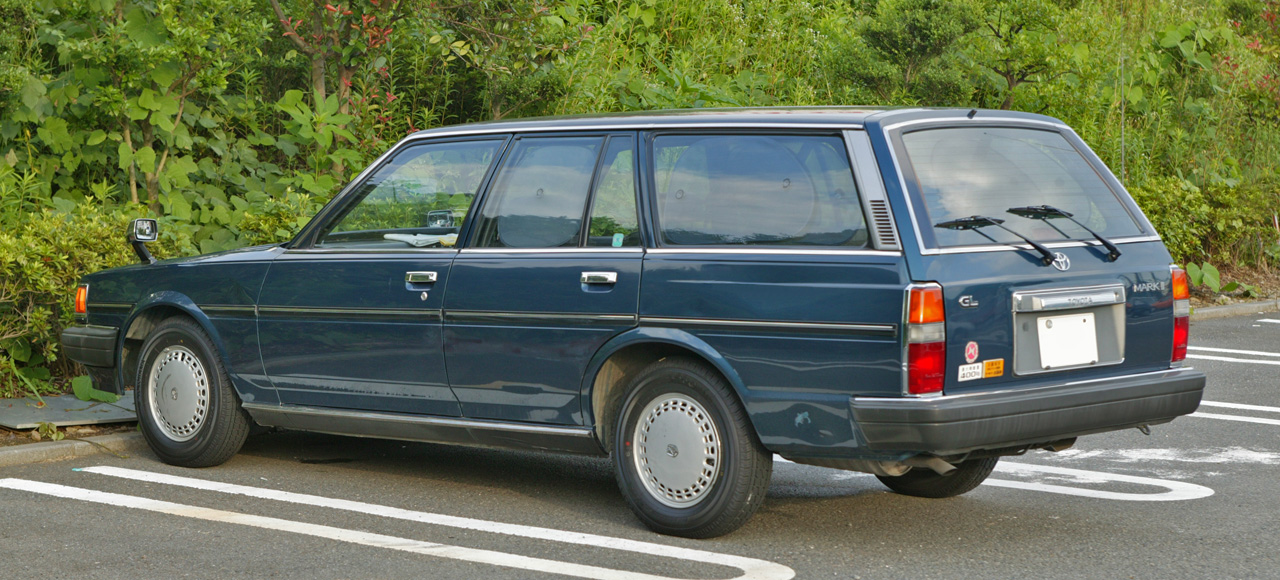
バン（後面）

## 6代目 X80型（1988年 - 1996年）
ハードトップ:1988年 - 1993年
この代よりガソリンエンジン搭載車が全てDOHC化される（2.0グランデ以下のグレードは4気筒、6気筒関わらず全てハイメカツインカム化）。ツインカム車へのスーパーチャージャー搭載（グランデG）やシャーシ性能や内装の品質や高級さが大幅な向上し全面的な刷新が図られた。一部グレードにはオプションで運転席エアバッグが装着可能であった。モデルチェンジの度にボディサイズを拡大してきたが、この代でついに上位クラスのクラウンセダンと全長・全幅が全く同じ寸法となり、一時的ではあるが車格が追いついた格好となった。
プラットフォーム(シャーシ)自体は先代からのキャリーオーバーだったものの、足回りは新設計された。
スタイリングはX70系のキープコンセプトでありながら、やや丸みを帯びた滑らかなものとなった。ハードトップはX70系よりも車高が低くなっている。このため室内空間が犠牲となり、ハードトップの室内は大人4人が快適に長時間乗車できるものとは評し難いものであった。セダンはシニア需要や法人需要が根強く、社用車や自動車教習所の教習車やパトロールカーとしても大量に投入されていた。また、居住性・性能向上の観点から小型タクシーのクラスアップが進んだ。CM出演はX70型に続き九代目・松本幸四郎（前期のみ）。
- 1988年8月 - フルモデルチェンジ。
- 1989年8月 - 3.0L（7M-GE）車「3.0グランデG」が追加され、7年ぶりに3ナンバーモデルの復活となる。5ナンバー車との違いは、モールによる拡幅（1,710mm）のみで、全長は変更なし。従来からの4輪ESC（ABS）の他にTRCも標準装備。
  - 10月 - 特別仕様車「グランデ・リミテッド」発売。ハードトップの2.0L「グランデ」と2.0L DOHC「グランデツインカム24」をベースに、バンパーモール、サイドプロテクションモールをシルバーとし、フロントスポイラー、エレクトロニックディスプレイメーターなどを装備した特別仕様車である。
- 1990年4月 特別仕様車「新グランデ・リミテッド」発売。ハードトップの2.0L「グランデ」をベースに、バンパーモール、サイドプロテクションモールをシルバーとし、フロントスポイラー、運転席パワーシート、エレクトロニックディスプレイメーター、3.0グランデG用アルミホイールなどを装備した特別仕様車。
- 1990年8月 - マイナーチェンジ。2.5L（1JZ-GE、1JZ-GTE）車「2.5グランデ」「2.5グランデG」「2.5GTツインターボ」が追加され、入れ替わりに2.0Lのツインターボ（1G-GTE）搭載モデル（GTツインターボ）と、スーパーチャージャー（1G-GZE）搭載モデル（グランデG）が廃止された。「2.5GTツインターボ」の出力は280PS/6,200rpmに達し、高出力のセダン型乗用車というコンセプトは営業上「R32型スカイラインGT-R」を多分に意識したモデルであった。2.5Lと3.0Lには大型バンパーが装着され、全長も3ナンバーサイズに拡大（ハードトップは4,760mm、セダンは4,725mm）。内装は、前期ではグランデGのみの設定であったフロントセンターアームレストおよびスライド式コンソールボックスがグランデ系全車およびGRサルーンのAT車に設定拡大。フロントグリル内のエンブレムが廃止される。1JZ-GTEを搭載するJZX81の2.5GTツインターボは4速ATのみの設定で、モデル末期には“専用インタークーラー”、“専用ショックアブソーバー”、“専用エアロパーツ”等が装備された「ヤマハコンセプト」が300台限定で販売された。
- 1991年5月 - 国内累計販売新車登録台数300万台を記念して、ハードトップに特別仕様車の2.5グランデリミテッドと2.0グランデリミテッドを設定した。

　主な内容は、「2.5グランデリミテッド」にはベースとなる、「2.5グランデ」を基に“メッシュ型15インチアルミホイール”、“専用外板色のホワイトパールマイカ”、“カラードドアハンドル”、“リミテッド専用エンブレムおよびリヤゴールドエンブレム”、“ワイヤレスドアロックリモートコントロール”を装備。「2.0グランデリミテッド」には、「2.0グランデ」を基に同じく“メッシュ型15インチアルミホイール”と、“既設のホワイトのボディカラーのみ”の設定として“カラードドアハンドル”、“リミテッド専用エンブレムおよびリヤゴールドエンブレム”、“カラードフロントスポイラー”に“エレクトロニック・ディスプレイメーター”と、ファブリックシートの材質をベース車よりグレードアップさせた、“スーパーラグジュアリーシート”の3点は、2.0グランデリミテッドのみ設定となる。
- - 11月 - セダンのみの設定だった1.8Lガソリン「GRサルーン」をハードトップにも追加。特別仕様車「GRサルーンスペシャル」を設定。ハードトップの2.4Lディーゼルターボ「GRサルーン」をベースに、14インチアルミホイール、カラードドアハンドル、ワイヤレスドアロックリモコンキーを採用した特別仕様車である。
  - 12月 - 特別仕様車「グランデ・リミテッド」を設定。ハードトップの2.0L「グランデ」をベースにフロントスポイラー、アルミホイール、エレクトロニック・ディスプレイメーター、ワイヤレスドアロックリモコンキーなどを採用した特別仕様車である。
- 1992年5月 特別仕様車「2.0グランデ エクセレントパッケージ」、「2.0グランデ・リミテッド」、「新2.5グランデ・リミテッド」を設定。ハードトップの2L/2.5L「グランデ」をベースにした特別仕様車。特別装備として、2.0グランデ エクセレントパッケージは上級ファブリックシート、ワイヤレスドアロックリモコンキーなどを、2.0グランデ・リミテッドは上級ファブリックシート、フロントスポイラー、エレクトロニックディスプレイメーターなどを、新2.5グランデ・リミテッドはパワーシートなどを追加採用した。
- 1992年9月[13] - ハードトップの生産終了。在庫対応分のみの販売となる。
- 1992年10月 - ハードトップがX90系にモデルチェンジした後もセダンはX80系のまま一部改良を実施、グレードを整理したうえで継続生産・販売[注釈 6]。このときにトランクリッド中央のエンブレムを新CIに変更。ここまでの新車登録台数の累計は84万2910台[14]
- 1993年2月[15] - ハードトップの在庫分が販売終了。
- 1993年5月-セダンを一部改良。
- 1995年12月[16] - タクシー・教習車向けの「コンフォート」の発表を機にセダンの生産終了[注釈 7]。在庫対応分のみの販売となる。コンフォートを始め、クラウンコンフォートと6代目クラウンセダン（XS10系）は本モデルがベースである。
- 1996年8月[17] - セダンの販売終了。これで6代目モデルがすべて販売終了となった。

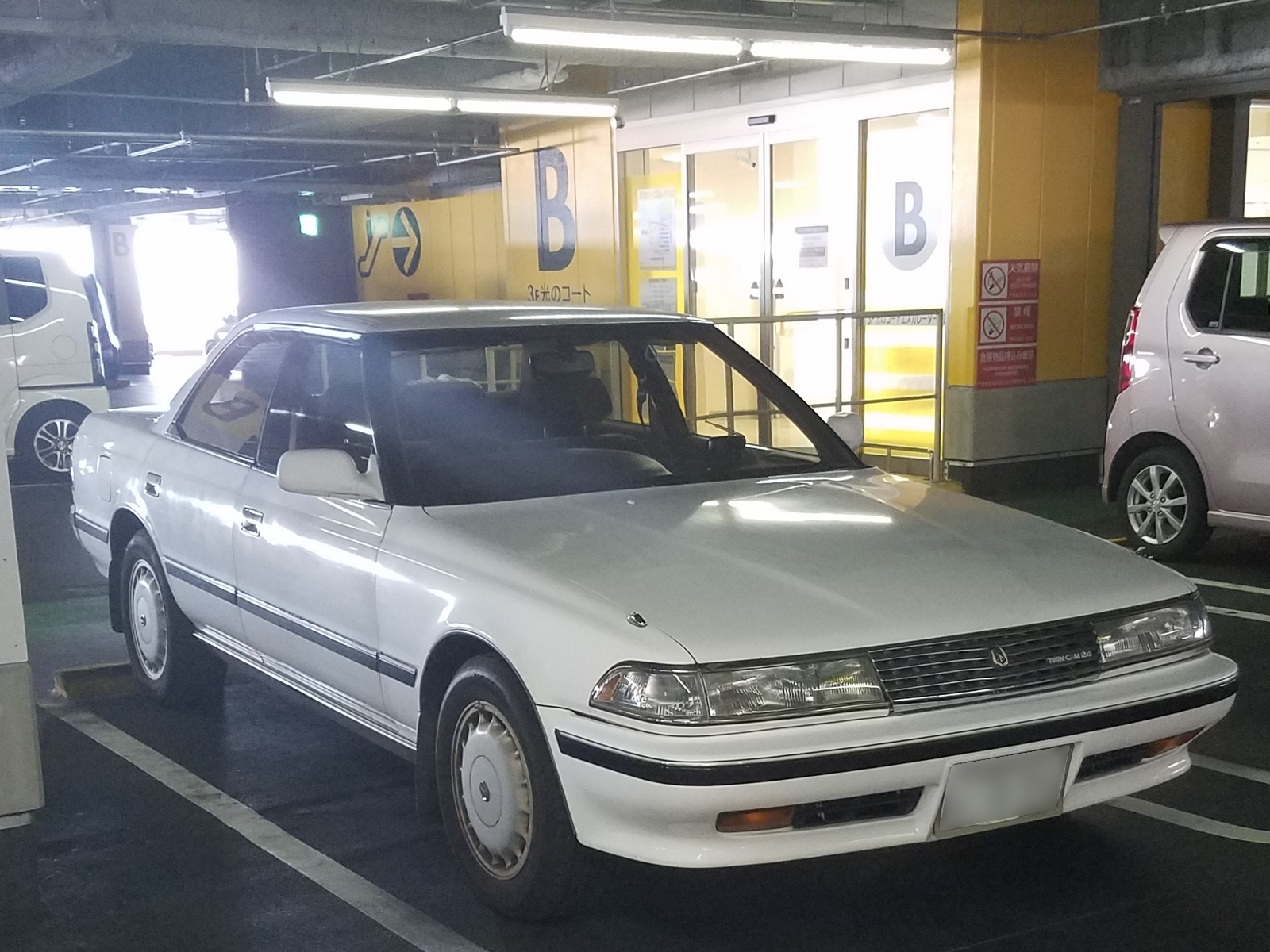
ハードトップ（初期型） 1988年8月 - 1990年8月
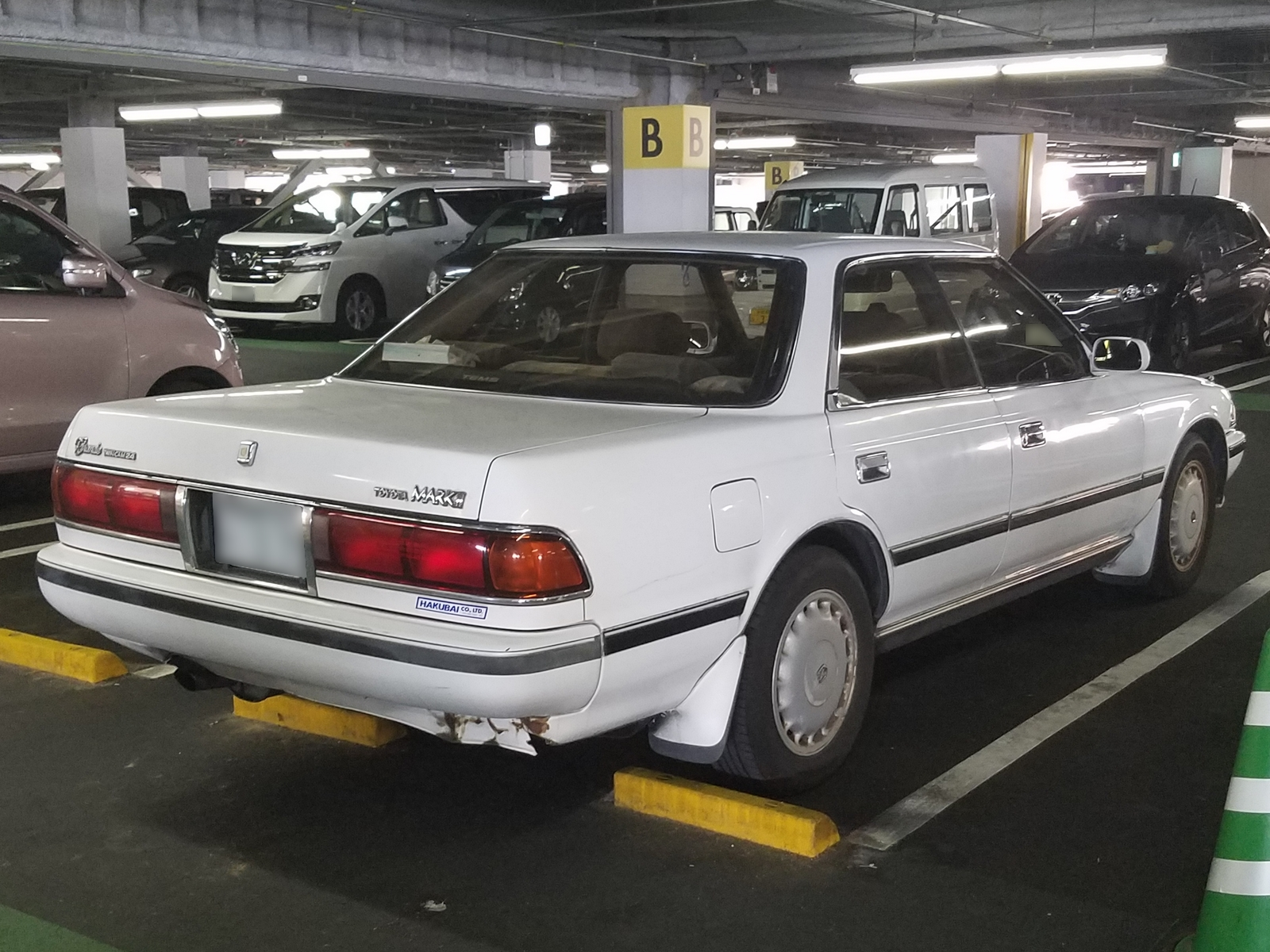
ハードトップ グランデツインカム24
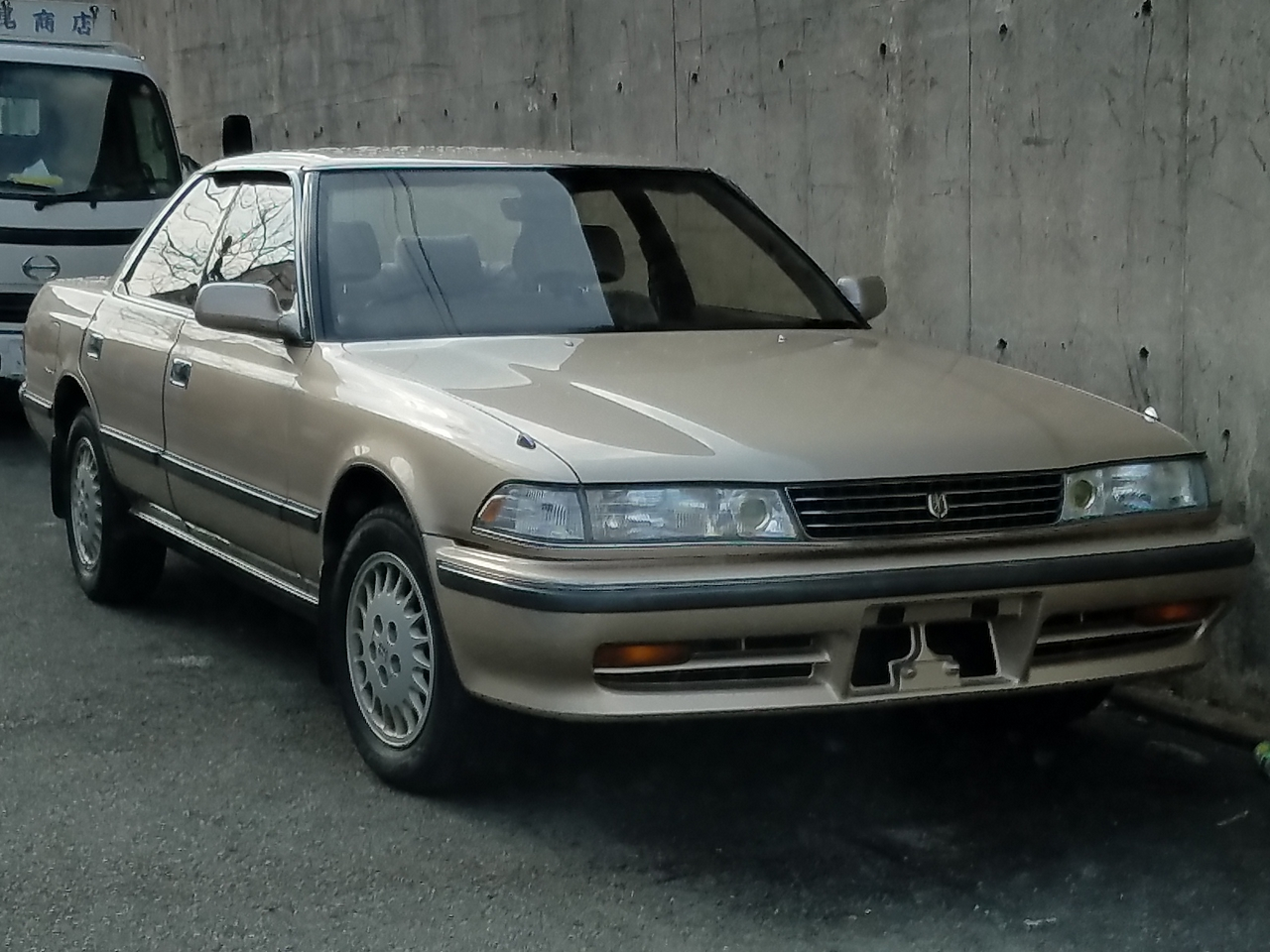
ハードトップ 2.5グランデ（改良型）
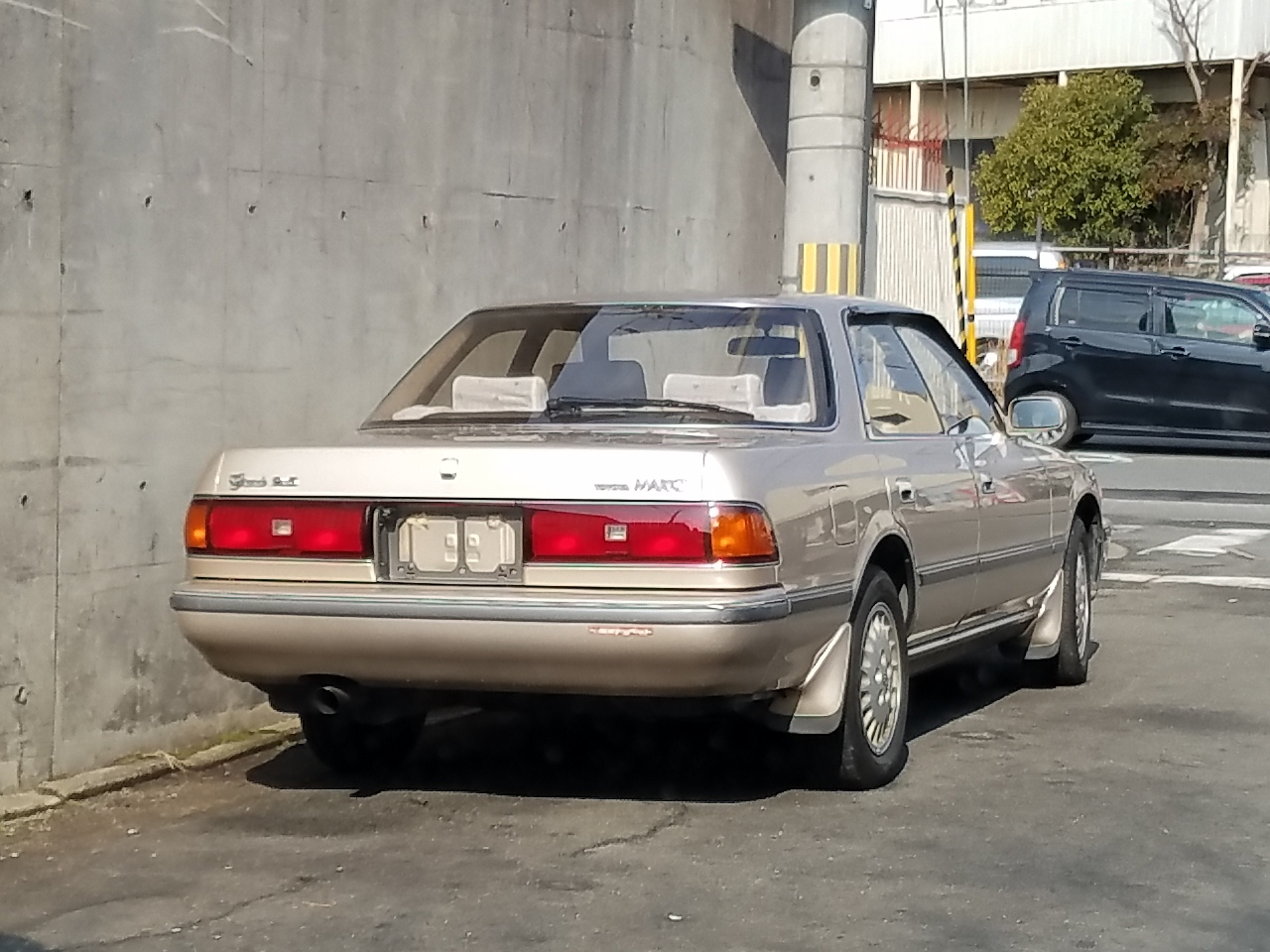
ハードトップ 2.5グランデ（改良型）
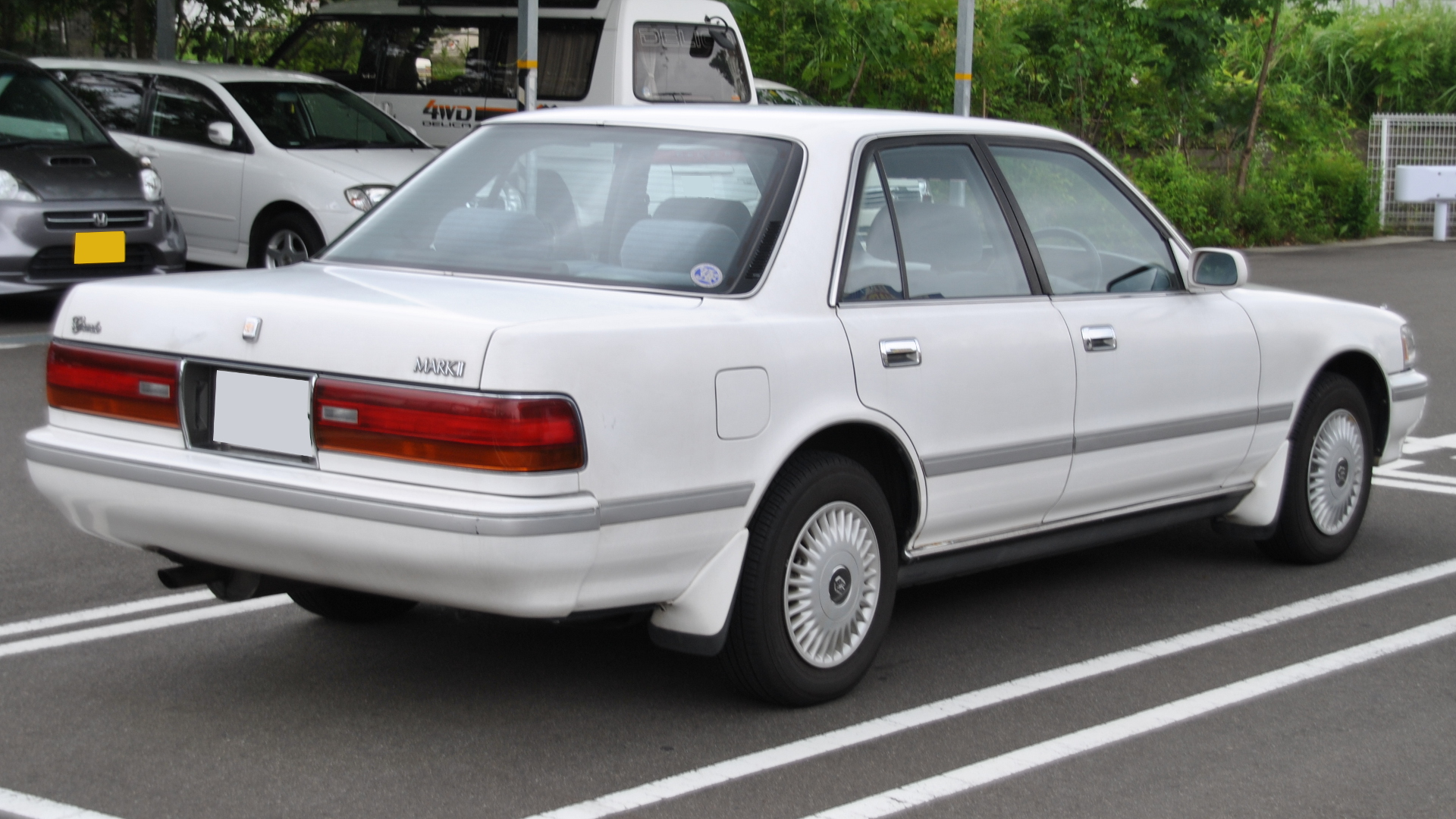
セダン（改良型） 後面

## 7代目 X90型（1992年 - 1996年）
フルモデルチェンジで日本国内専用車になり、全車3ナンバーボディとなった。プラットフォームは新設計されている。開発時期はバブル景気まっただ中だったが販売直前にバブル経済が崩壊。財政事情の悪化によりコストダウンを余儀なくされた。代表的な例としては、TEMSの設定グレードを3.0グランデGのみに限定、オートエアコンの電動スライドアウトエアコンパネルやオーディオサテライトスイッチの廃止、パワーウインドウの駆動方式を従来のパンタグラフ方式からケーブル方式への変更、2.5グランデでは運転席から後席下レバーを引いてワンタッチ収納が可能だったヘッドレストが通常の前後上下ヘッドレストとなり、前後上下調整可能であった2.0グランデのヘッドレストはシート背もたれ固定式になるなど。搭載エンジンはガソリン車が3.0L 2JZ-GE、2.5L 1JZ-GE（GTE）、2.0L 1G-FE、1.8L 4S-FE。ディーゼル車が2.4L 2L-TE。マニュアルトランスミッションは2.0グランデ以下のグレードとツアラーVに設定された。グランデ系の下には「グロワール (Groire)」というグレードが設けられた。ただし、書体がグランデ系のものと酷似していたため見分けがつきにくかった。この代からスポーツモデルが「ツアラー（Tourer）」に改称。全車3ナンバーサイズとなり、小型乗用車の寸法制約がなくなったことから車体寸法の縦横比の適正化と居住性の向上が図られた。またサイズが大きくなったにもかかわらず車重は先代に比べて最大で約100kgほど軽量化された。この代からフロントグリルのグレードエンブレムが廃止された（先代は前期のみに設定されていて後期から廃止）。給油口はこのモデルより車両左側に変更された。テレビCMにはイギリスの映画監督アルフレッド・ヒッチコックを起用。
- 1992年10月 - フルモデルチェンジ。
- 1993年4月 - 特別仕様車「2.0グランデエクセレントカラーパッケージ」を設定。ハードトップの2.0「グランデ」をベースに特別色のウォームグレーパールマイカと、本革巻きステアリングホイール、ワイヤレスリモコンキーなどを採用した特別仕様車。また、「2.4グロワール エクセレントカラーパッケージ」はハードトップの2.4Lディーゼル「グロワール」をベースに特別色のダークグリーンM.I.Oを設定し、木目調パネルなどを追加採用した特別仕様車である。
- 1993年10月 - 四輪駆動（実用型四輪駆動）仕様の「グランデfour」「グランデG four」が追加される。四輪駆動方式の排気量は2.5Lのみで、エンジンは1JZ-GEである。 同時に一部改良も実施され、ボディカラーにダークターコイズマイカが追加された他、エレクトロマルチビジョンが2.5グランデでもオプション装着可能になり、 2.5グランデ、ツアラーV、ツアラーSの木目調パネルがグランデGと同じツヤありタイプに変更された。
- 1994年4月 - 特別仕様車「グランデ レガリア（GRANDE REGALIA）」[注釈 9]と「グロワール エクセレントパッケージ（GROIRE EXCELLENT PACKAGE）」を設定。2L「グランデ」と2.4Lディーゼル「グロワール」をベースにした特別仕様車。特別装備として、グランデ レガリアには本革巻きステアリングホイール、ワイヤレスリモコンキーなどが、グロワール エクセレントパッケージには本革巻きステアリングホイール、木目調パネルなどが採用されている。
- 1994年9月 - マイナーチェンジ。フロントバンパー下部の形状変更、コーナーレンズのアンバー化、テールランプ中央に黒色の横線が入るなどの内外装変更。3.0グランデGに運転席エアバッグが標準装備された他、 2.0グランデの木目調パネルがツヤありに変更され、グロワールにはツヤ消しの木目調パネルが標準装備された。ボティカラーはダークグレイッシュオリーブメタリック、ダークブルーイッシュグレーメタリックが廃止され、代わりにシルバーメタリック、ダークブラウンマイカが設定された。
- 1994年12月 - 特別仕様車として、2Lグランデ、2.4Lディーゼルターボのグロワールをベースとした「グランデレガリア」/「グロワールリミテッド」を設定した。
- 1995年4月 - 特別仕様車として2L＆2.5Lグランデをベースとした快適装備の「グランデレガリア」、充実装備の「グランデリミテッド」を設定した。
- 1995年9月 - 一部改良で運転席エアバッグを全車標準装備。 ダークターコイズマイカのボディカラーを廃止。 エレクトロマルチビジョンがマルチAVステーションに変更。
- 1995年12月 - 最終特別仕様車として、2L＆2.5Lグランデをベースとした快適装備の「グランデレガリア（REGALIA）」に続き、その「ナビパッケージ」を設定した。
- 1996年8月[18] - 生産終了。在庫対応分のみの販売となる。
- 1996年9月 - 8代目と入れ替わって販売終了。

7代目の販売終了前月までの新車登録台数の累計は20万6389台。

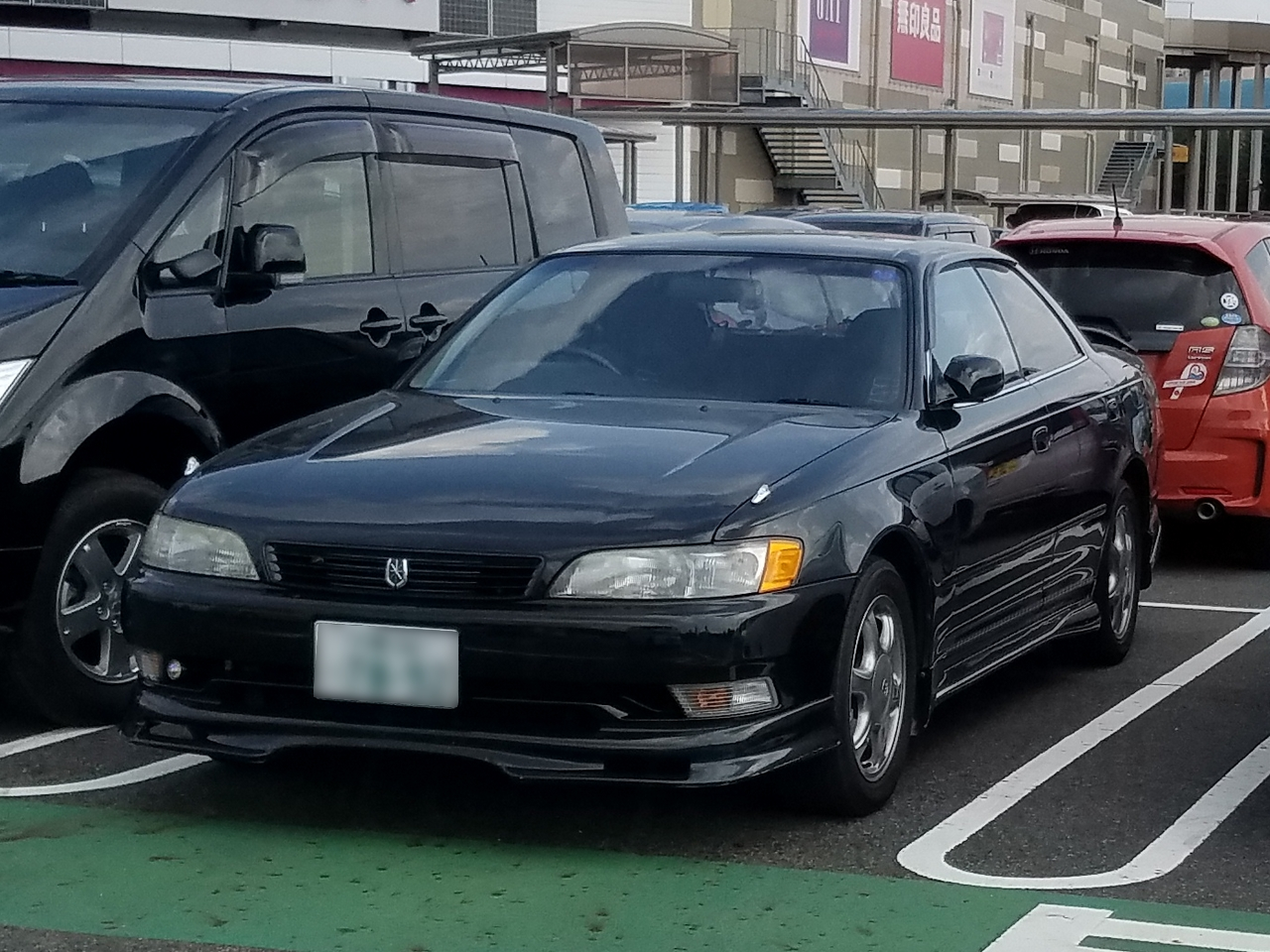
1994年9月改良型 ツアラーS

## 8代目 X100型（1996年 - 2001年）
バブル崩壊による厳しい経済情勢が依然続いていた時期でのモデルチェンジのため、フロアパネルはX90系のそれを流用し、コストダウンが図られた。エアコン操作パネルやリモコンミラースイッチのトヨタ汎用品化、ドアトリムの塗分けによる見た目だけの分割化、ダッシュボード素材品質のダウンなど、各部にその影響が見られた。その一方で安全性向上に力を入れ、衝突安全対策の施されたトヨタ独自規格の「GOA」や、運転席・助手席SRSエアバッグシステム・ABSを全車標準装備（先代のX90系は運転席エアバッグのみ1995年9月モデルから標準装備）。搭載エンジンは2JZ-GE、1JZ-GTE、1JZ-GE、1G-FE、2L-TE。X90系まで搭載された4S-FEは廃止となった。X90系で問題のあった居住性を改善し、デザインはかなり丸みのあった従来型を継承しつつ、大ヒットしたX70系やX80系を思わせる直線基調のものになった。ツアラー系はゲート式ATシフトレバー、レバー式パーキングブレーキ、カーボンパネル、ディスチャージヘッドランプが採用され、スポーツモデルであるツアラーVには先代と同様にトルセンLSDが標準装着(AT車はオプション)されていた。グランデ系とツアラー系の2シリーズ。MTはツアラーV(1JZ-GTE搭載)およびグランデ(1G-FE搭載)の後輪駆動車のみ設定されていた。
- 1996年9月 - モデルチェンジ。
- 1997年8月 - 2Lと2.5Lエンジン搭載車をベースに、アルミホイールや本革巻き操作類を標準装備した「グランデレガリア」を設定。
- 1998年1月 - 特別仕様車「グランデFour Nパッケージ」を設定。「グランデFour」からパワーシート、ワイヤレスドアロック、CDプレーヤーなどを外して装備を厳選することで、価格を抑えた特別仕様車である。
- 1998年8月 - マイナーチェンジ。フロントグリル・リアテールランプ・バンパー・ホイール・ツアラー系の内装のデザインを変更。助手席ベルト警告灯が追加された。標準装備のアルミホイールがチェイサー・クレスタと共通化される。グランデに搭載されている1G-FEがVVT-iおよびダイレクトイグニッション化され出力向上（140ps→160ps）。スーパーライブサウンドシステムはスピーカー数を7から6に変更（リアセンターの低音スピーカーが無くなり事実上の廃止となる）。
- マークII誕生30周年特別仕様車「トラント (TRENTE、フランス語で"30"の意)」を販売。CM出演は俳優の橋爪功（後期のみ）。
- 1999年4月 -「2.0グランデ」/「2.0グランデFour」、「2.5グランデ」をベースとした 特別仕様車「レガリア（REGALIA）」を設定。
- 1999年8月 -2L-TE(2.4ディーゼルターボ)車廃止。マークll全車のエンジンにBEAMS VVT-i機構を標準装備。
- 2000年4月 -特別仕様車「レガリア Gエディション」を設定。2.5L/2L「グランデ」と2L「グランデFour」をベースにした特別仕様車で、専用色のスーパーホワイトパールマイカ、ディスチャージヘッドランプ、木目調本革巻きステアリングホイール、ワイヤレスリモコンキーなどを採用している。
- 2000年10月[21] - 9代目の登場により生産終了。在庫対応分のみの販売となる。
- 2001年6月 - 在庫対応分が完売し販売終了。
- マークIIクオリスと合算した販売終了前月までの新車登録台数の累計は36万5049台[22]。

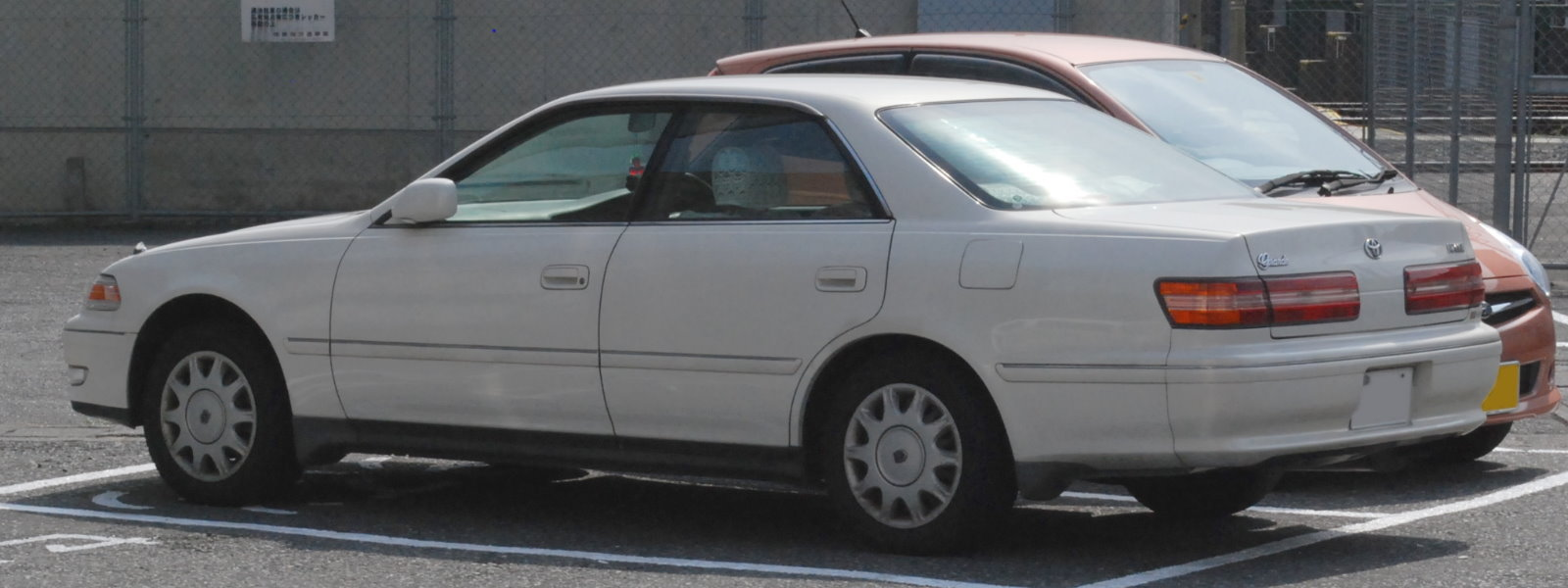
1996年9月初期型後面
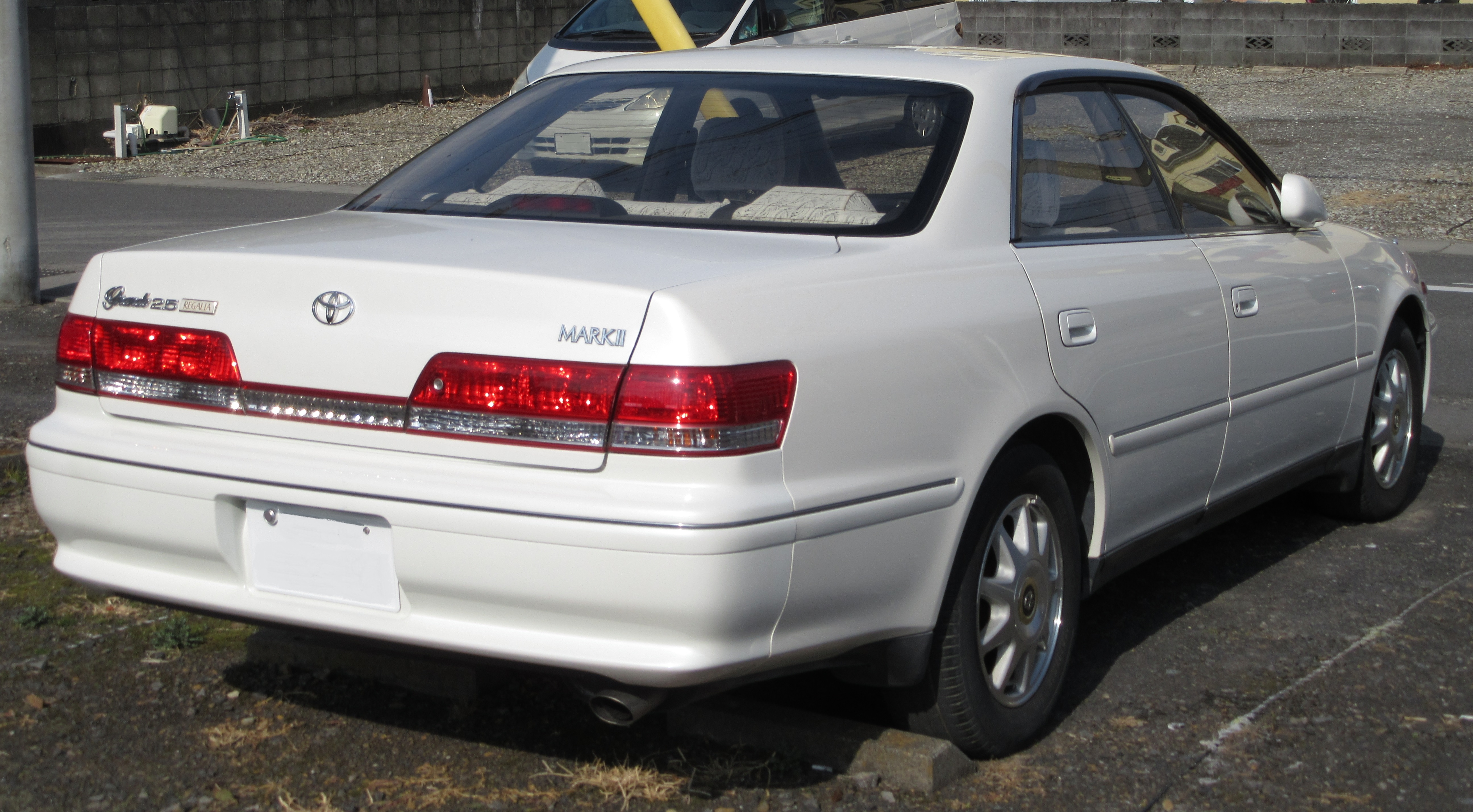
1998年8月改良型後面

## 9代目 X110型（2000年 - 2004年）
それまでの4ドアハードトップから、S170系クラウンとシャシを共有する4ドアセダンに変更。姉妹車であったチェイサーとクレスタは廃止となり、統合後継車のヴェロッサが登場した。歴代モデルで最も背の高いボディ、厚みのあるヘッドライト、テールライトが歴代モデルの横長型から一転して縦長型に変更されたことなどにより、ボリューム感のあるデザインとなった。室内が広くなった事が高評価される一方で、販売台数は100系以前ほどの成功を収めることはなかった。グレード名には全車「グランデ」が付けられ、旧グランデ系は、上からターボ搭載の「2.5グランデG-tb」「2.5グランデG」「2.5グランデ」「2.0グランデ」で、3.0Lは廃止された。グランデのエンブレムはこれまでの筆記体から活字体に変更された、スポーツ系のツアラーの呼称は廃止され、「グランデiR-V」と「グランデiR-S」という呼称になった。エンジンは、1G-FE（VVT-i）・1JZ-FSE（VVT-i）・1JZ-GE（VVT-i）・1JZ-GTE（VVT-i）のラインナップである。この代から2.5Lモデルに搭載された1JZエンジンがドライブバイワイヤ化された。5速MTは2.5グランデiR-Vにのみ設定。先代のスカイフックTEMSに代わりインフィニティTEMSが採用された。テレビCMにはジョージ・クルーニーが出演。
- 2000年10月 - フルモデルチェンジ。
- 2001年8月 - 特別仕様車として「レガリア」を設定。
- 2002年10月 - マイナーチェンジ。ヘッドランプ・フロントグリル・リアコンビネーションランプが変更。またスポーツ系グレードは、グランデiR-V、グランデiR-Sから単に「iR-V」「iR-S」となり、新たに1G-FE搭載の廉価グレード「iR」が追加され、2.5グランデG-tbが廃止。グランデ系とiR系となった。特別仕様車として「レガリア」「35thアニバーサリー」「リミテッド」が登場した。
- 2003年5月 - マークII誕生35周年を記念した特別仕様車 グランデ/グランデFour「35th Anniversary」を設定。専用16インチアルミホイール（スーパークロームメタリック：2WD車）、専用ゴールドエクステンション付ディスチャージヘッドランプ、専用シート表皮、本革巻き+専用高精彩木目調4本スポークステアリングホイール&シフトレバーノブなどを特別装備し、より高級感のある仕様としている。また、上記の装備に加え、DVDボイスナビゲーション・TV付EMV（エレクトロマルチビジョン）、音声ガイダンス機能付バックガイドモニターを装備したグランデ/グランデFour「35th Anniversary・ ナビパッケージ」も設定する。
- 2003年12月 - 一部改良。 DVDボイスナビゲーション・TV付EMV（エレクトロマルチビジョン）をG-BOOK対応にする。
- 2004年10月[23] ｰ オーダーストップに伴い生産終了。在庫対応分のみの販売となる。
- 2004年11月 - 後継車「マークX」の登場に伴い、販売を終了。9代目の新車登録台数の累計は18万6870台[24]。 マークIIはコロナマークII名義から通算して36年2か月の歴史に幕を閉じた。ただし、ワゴンのブリットは2007年まで継続生産・販売されていた。

## ステーションワゴンモデル

### マークIIクオリス（1997年 - 2002年）

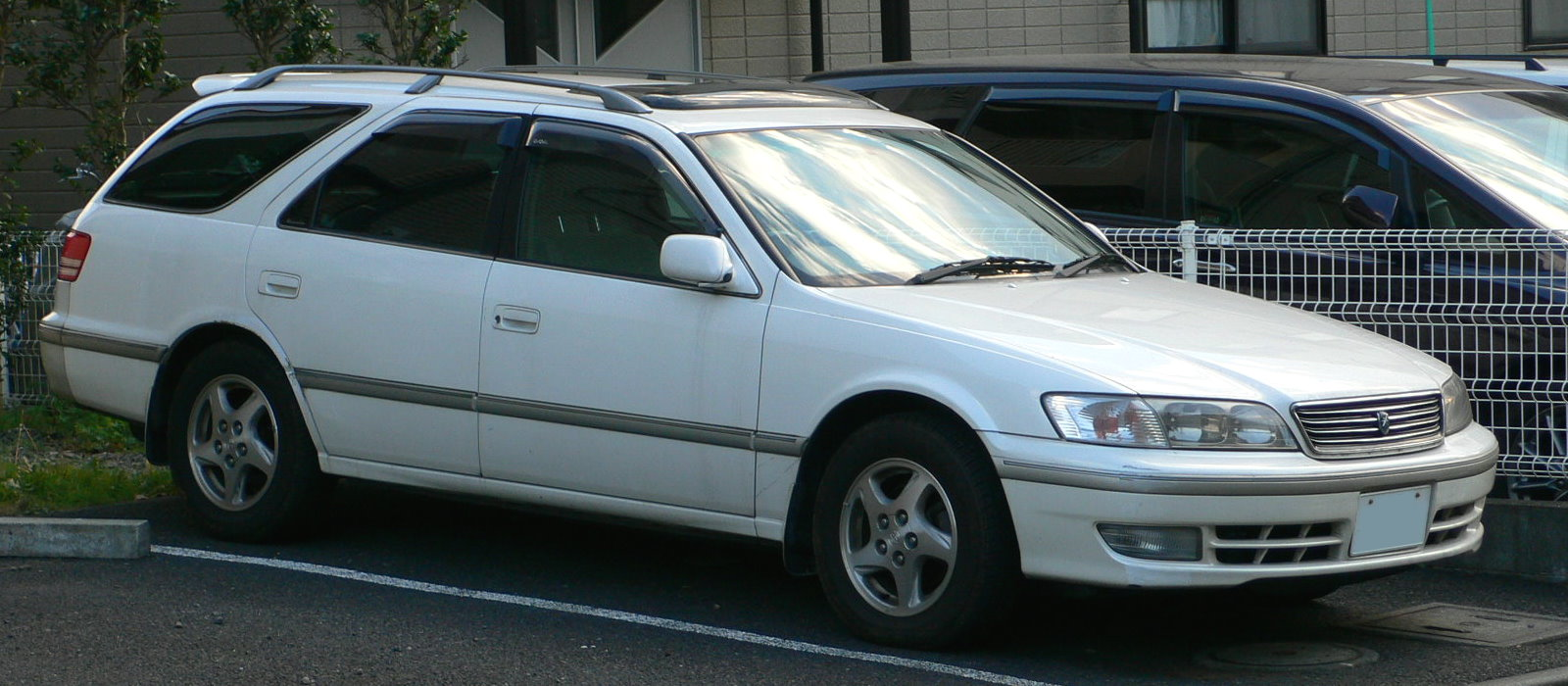
マークIIクオリス

8代目（X100系）の販売時期にステーションワゴン車としてマークIIクオリス (MARKII Qualis) が追加発売された。カムリグラシア（6代目カムリ）をベースにした前輪駆動車で、型式もカムリグラシアと同じV20系が与えられていた。
カムリグラシアには設定のないV6・3.0L（1MZ-FE：ウィンダムと同じエンジン）モデルの設定がある。

### マークIIブリット（2002年 - 2007年）

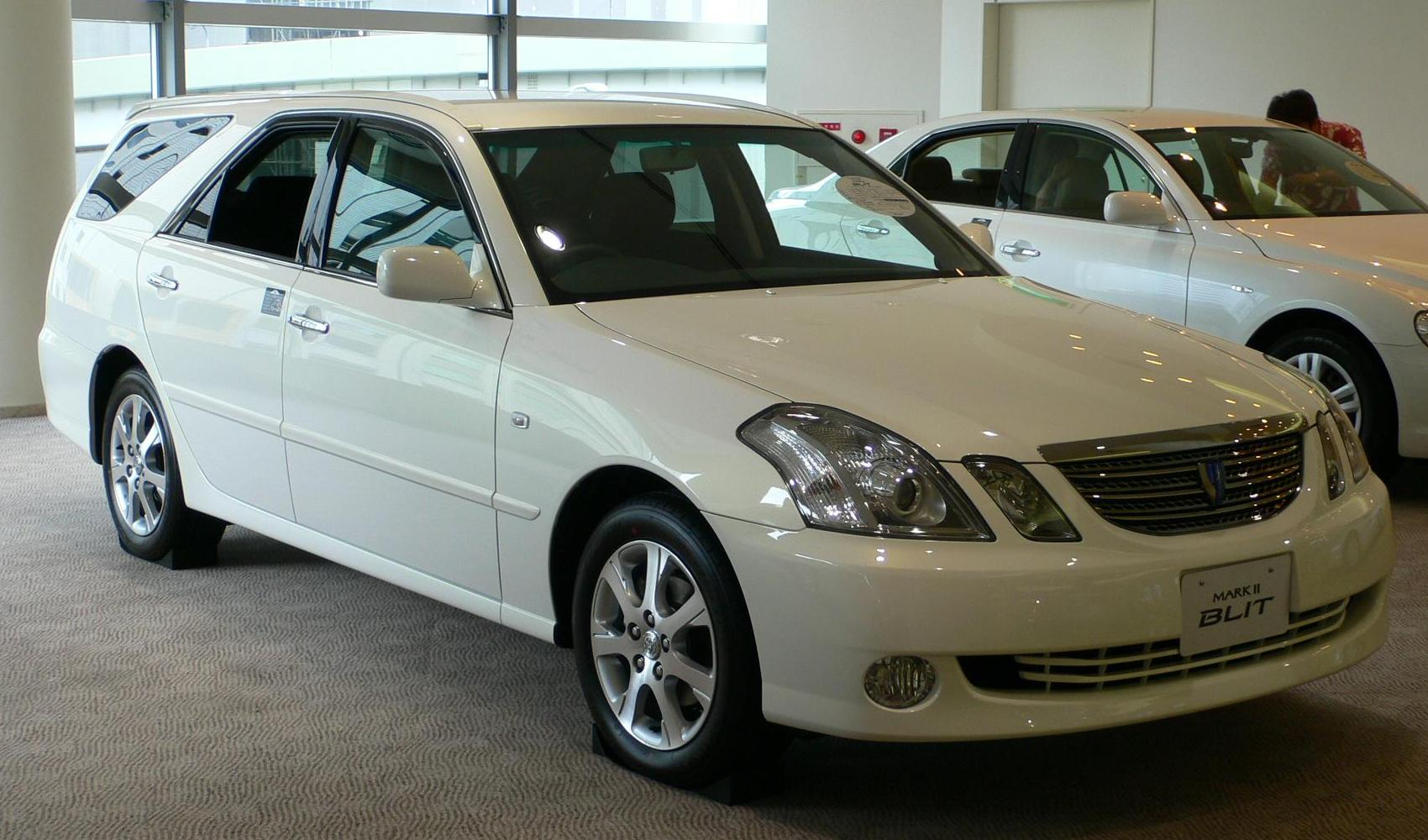
マークIIブリット

2002年1月、マークIIクオリスの後継車として「マークIIブリット（MARKII BLIT）」が発売された。セダンと共通シャシの後輪駆動・四輪駆動車で、型式も9代目と同じX110系が与えられた。エンジンは、1G-FE（VVT-i）・1JZ-FSE（VVT-i）・1JZ-GE（VVT-i）・1JZ-GTE（VVT-i）のラインナップである。

## 車名の由来
「小型セダンであるコロナをよりスポーティに高級化した車」という開発コンセプトにより、端的にはその二次的車種という意味で「マークII」と命名された。上級車志向のコロナオーナーを意識し、ジャガー・Mk2などイギリス車のモデルチェンジやグレード変更によく使われる手法から、この車名が採用された。後にコロナの持つファミリーカーのイメージを払拭し、コロナから独立した車種となる。エンブレムはコロナと同一のコンセプト（中心から光を放つ）の意匠で、最終型まで世代ごとにデザインの変更を重ねながら用いられた。

## 取扱ディーラー
原則トヨペット店の取扱であったが、東京地区では東京トヨタとの併売、大阪地区では大阪トヨタ（現在は名称変更で大阪トヨペット）、沖縄地区は本土復帰直後はトヨペット店が存在しなかったため1979年9月まで沖縄トヨタ（1979年10月以降は沖縄トヨペットでの取扱い）がそれぞれ取り扱っていた。X80系セダンの教習車仕様は、ハードトップのX90系へのモデルチェンジ後、教習車仕様が廃止されたチェイサーおよびクレスタの代替として、オート店とビスタ店でも併売されていた。